# Charles Strauss
Pour les articles homonymes, voir Strauss.
Charles Strauss, né le 14 octobre 1834 à Gundershoffen (Bas-Rhin) et décédé le 16 septembre 1905 à Nancy (Meurthe-et-Moselle) est un juriste et haut fonctionnaire français. Issu de la communauté juive, il choisit d'être français en 1871 et entre dans la fonction publique : dans l'administration centrale, dans la préfectorale à  un moment où les préfets jouaient un rôle essentiel dans la stabilisation du régime républicain en province, puis dans le domaine sanitaire. Il est l'auteur de plusieurs ouvrages de réflexion, en particulier sur la Maison de Charenton, un des tout premiers et des plus célèbres hôpitaux psychiatriques, qu'il fut amené à diriger.

## Parcours
En 1872, il réside à Alger où il opte pour la conservation de la nationalité française. Il est diplômé de la faculté de droit de Paris en 1874, et dans la même année, s'est imposé comme un avocat à la cour d’appel de Paris. Après avoir occupé divers postes administratifs dans le bureau du ministère de l'Intérieur, il est nommé préfet du département de la Drôme en 1888. Il est notamment cité dans la presse nationale  pour la promptitude avec laquelle il intervient lors d'un spectaculaire incendie à l'arsenal de Valence. Il s'emploie également à développer les chemins de fer.
Le 16 novembre 1895, Charles Strauss devient ensuite directeur de la Maison nationale (ou royale selon les époques) de Charenton, un asile psychiatrique (autrefois connu sous le nom d'« asile de Charenton », dénommé aujourd'hui hôpital Esquirol), situé sur la commune de Saint-Maurice (anciennement appelée Charenton-Saint-Maurice) alors dans le département de la Seine et aujourd’hui dans celui du Val-de-Marne et dans la région Île-de-France. Charles Strauss plaide pour une refonte de la loi du 30 juin 1838 sur les aliénés
,
qui sera débattue à l'Assemblée législative sans que le projet aboutisse. Il est en particulier favorable à la mise en place d'une instance supérieure qui puisse être un recours à l'avis médical de l'aliéniste et à l'avis du préfet, dans les cas spéciaux d'internement. Il s'emploie à faire connaître les conditions de vie dans cet établissement de Charenton, par un ouvrage qui reste un témoignage de référence, même si son regard sur les « aliénés » est marqué par le niveau de connaissance et les a priori de son siècle sur les maladies mentales. Comme le relate le quotidien national le Journal des débats, Charles Strauss met à profit une réception au palais de l'Élysée, en juin 1900, pour remettre l'ouvrage au président de la République, Émile Loubet, qu'il connaît bien puisqu'il l'a côtoyé alors qu'il n'était encore qu'une personnalité issue de la gauche républicaine drômoise (inaugurant par exemple avec lui en 1893 le train Montélimar - Dieulefit). En 1903, il doit gérer la laïcisation complète de l'établissement, à la demande du gouvernement : une vingtaine de sœurs Augustines étaient employées jusqu'alors, pour une somme modique, et il en avait dit plutôt du bien dans son ouvrage, comparé au reste du personnel non médical « recruté dans le rebut de la domesticité ».
Il est ensuite chargé du contrôle général de la loi sur la protection des enfants du premier âge au ministère de l'Intérieur. Cette loi du 23 décembre 1874 est une des premières lois en France sur la protection de l'enfance. Il décède à Nancy en septembre 1905. Les obsèques ont lieu à Saint-Maurice.

## Décorations
Le 31 décembre 1895, il avait été nommé officier de la Légion d’honneur,.

## Ouvrages
- Notices d'autorité :   - VIAF
  - ISNI
  - IdRef
  - LCCN
  - WorldCat

Charles Strauss est notamment l'auteur des ouvrages suivants : 
- «L'assimilation et la reconstitution du ministère d'Algérie», Paris, 1874,
- «L 'Algérie et la Prusse», ib. 1874,
- «La Maison Nationale de Charenton»,  Paris, Imprimerie nationale, 1900.